# Bertrand Lemoine
Bertrand Lemoine (nacido el 12 de mayo de 1951 en Beirut) es un arquitecto, ingeniero y periodista francés. Es Director de la École Nationale Supérieure d'Architecture de Paris-La Villette, y desde el 10 de febrero de 2010, Director del Seminario Internacional del Área Metropolitana de París. Es destacable su faceta de historiador de la arquitectura de los siglos XIX y XX, especialmente de la obra de Gustave Eiffel.

## Semblanza
Lemoine está graduado por la Escuela Politécnica y por la École des Ponts ParisTech. Licenciado en arquitectura e ingeniería, también obtuvo el doctorado en historia por la Universidad de París III.
Lemoine se especializó en historia de la arquitectura, concretamente en el desarrollo de las construcciones de hierro y de las estructuras metálicas en los siglos XIX y XX. Fue editor de la revista AMC-El Monitor de Arquitectura y de Acier pour construire, además de redactor jefe de esta última. En la actualidad, es Miembro de la Academia de Arquitectura. Como Profesor del Centro Nacional para la Investigación Científica, se ha dedicado a impartir cursos sobre la Historia de la Construcción en la École d'architecture de la ville et des territoires en Marne-la-Vallée. Desde 2010 es Director del Seminario Internacional del Área Metropolitana de París.
Lemoine es autor de más de 40 libros y de 400 artículos en los campos de la ingeniería, la arquitectura y el desarrollo urbano, entre los que destacan sus textos sobre Gustave Eiffel y sus obras. Además, ha sido comisario de numerosas exposiciones.

## Publicaciones (Selección)
Como autor
- L'architecture du fer : France XIXe siècle, Champ Vallon, col. « Milieux », Seyssel, ISBN 2-903528-71-3.
- Les passages couverts en France. Délégation à l'action artistique de la Ville de Paris (préf. de Jean-Pierre Babelon y Béatrice de Andia), 1989, París, ISBN 2-905118-21-0.
- La Tour de Monsieur Eiffel, Découvertes Gallimard (n° 62), Gallimard, 1989, en París (Francia), ISBN 978-2-07-053083-0.
- Sous la Manche, le tunnel, Découvertes Gallimard (n° 208), Gallimard, 1994, en París (Francia), ISBN 9782070531882.
- Les stades en gloire, Découvertes Gallimard (n° 355), Gallimard, 1998, en París (Francia), ISBN 9782070534371.
- La fantástica Historia de la torre Eiffel, Éditions Ouest-France, 1998, ISBN 978-2-7373-2238-9.
- Construire, équiper, aménager : La France de ponts en chaussées, Découvertes Gallimard (n° 465), Gallimard 2004, ISBN 978-2-07-031655-7.
- The Eiffel Tower. Gustave Eiffel: La Tour de 300 Mèters. Bolsillos Editorial, 2008, ISBN 978-3-8365-0903-9.

Como coautor
- Les cinémas de Paris : 1945-1995, con Virginie Champion y Claude Terreaux, Délégation à l'action artistique de la Ville de Paris, col. « Paris et son patrimoine », París. ISBN 2-905118-78-4.
- París en Ile-de-France, histoires communes, Ediciones A&J Picard 2006, ISBN 978-2-7084-0785-5.

## Premios
- 1987: Prix Rhône-Alpes du Livre
- 1992: Silbermedaille der Stadt Paris
- 2000: Publikationsmedaille der Académie d'architecture
- 2011: Offizier des Ordre des Arts et des Lettres